# Энциклопедия Корана
Энциклопедия Корана (англ. Encyclopaedia of the Qur'an) — академическая энциклопедия, посвящённая самым важным сторонам изучения Корана.
Издательство Brill Publishers описывает энциклопедию следующим образом: 

Опираясь на богатое научное наследие, Энциклопедия Корана содержит алфавитный порядок статей, посвящённых содержанию Корана. Это энциклопедический словарь коранических терминов, понятий, персоналий, топонимов, истории культуры и толкования, охватывающий в очерках наиболее важные темы и сюжеты в коранистике.Оригинальный текст (англ.)It is an encyclopaedic dictionary of qur'ānic terms, concepts, personalities, place names, cultural history and exegesis extended with essays on the most important themes and subjects within qur'ānic studies.
Энциклопедия была написана группой исследователей Джорджтаунского университета в Вашингтоне под руководством профессора Джейн Маколифф. Создатели энциклопедии стремились объединить все современные знания в области корановедения и преподнести их в качестве универсального инструмента исследований.

## Редакционный совет
Главный редактор
- Джейн Маколифф — известный американский коранист, Ph.D, профессор истории и профессор арабистики Джорджтаунского университета.

Члены
- Моника Бернардс
- Клэр Уайлд
- Джон Навас — профессор Лёвенского католического университета.
- Абу Зейд Наср Хамид[англ.] — профессор Лейденского университета.
- Мухаммед Аркоун[англ.] — профессор Парижского университета, старший научный сотрудник Института исламских исследований[англ.].
- Герхард Боверинг — профессор религиоведения и исламоведения Йельского университета.
- Джеральд Хоутинг[англ.] — профессор Школы востоковедения и африканистики.
- Фридрих Лимхуис — профессор теологии и религиоведения Университета Гронингена.
- Анджелика Ньювирц — профессор семитологии и арабистики Свободного университета Берлина.
- Ури Рубин[англ.] — профессор арабистики и исламоведения Тель-Авивского университета.

## Издания
Энциклопедия выводила отдельными томами в 2001—2006 годах, как Encyclopaedia of Qur’an 1st Edition., 5 vols. plus index., Leiden: Brill Publishers, 2001—2006, ISBN 90-04-14743-8
- Том. I: A-D (2001)
- Том. II: E-I (2002)
- Том. III: J-O (2003)
- Том. IV: P-Sh (2004)
- Том. V: Si-Z (2006)
- Том-содержание. (2006)

## Отзывы экспертов
В 1999 году, за два года до выхода первого тома энциклопедии авторитетный американский журнал Atlantic Monthly писал, что 

Энциклопедия Корана будет по-настоящему совместным предприятием, объединяющим мусульман и не мусульман, и её статьи представят многообразие взглядов на истолкование Корана. Заключительный труд по коранистике на рубеже двух тысячелетий. Оригинальный текст (англ.)'The Encyclopaedia of the Qur'ān will be a truly collaborative enterprise, carried out by Muslims and non-Muslims, and its articles will present multiple approaches to the interpretation of the Qur'ān... A turn-of-the-millennium summative work for the state of qur'ānic scholarship.'
В 2001 году журнал Discourse назвал энциклопедию 

полноценной, исчерпывающей книгойОригинальный текст (англ.)'The Encyclopaedia of the Qur'ān is a masterful, comprehensive book…'
В 2002 году Колледж Иллинойсаоценил энциклопедию следующим образом: 

Энциклопедия Маколифф обещает стать ведущим англоязычным цитируемым трудом по коранистике. Первый том показал плодотворность замысла собрать научные наработки последних десятилетий, и вне всякого сомнения поставить новую цель — вдохновить работу ближайших десятилетий. Настоятельно рекомендуется для широкого круга читателей.Оригинальный текст (англ.)'McAuliffe's encyclopedia promises to become the central English-language reference work for qur'anic studies....The first volume fulfills the project's aim to summarize recent decades of scholarship and will without doubt fulfill another aim, to inspire new work in the decades to come. Enthusiastically recommended for all readership levels.'
Тогда же рецензент Американского ежегодного книжного справочника Линда Лам-Истон(англ. American Reference Book Annual) отметила следующее 

"Энциклопедия Корана это блестящее и высококачественное издание от превосходного издателя при участии ведущих мировых экспертов. Если читатели приобретут первый том этого труда, то он станет любимейшей энциклопедией. Первый том написан крепко и сознанием дела и внушает томление от предвкушения грядущих работ… научное сообщество с нетерпением ожидает последующие тома.Оригинальный текст (англ.)The Encyclopaedia of the Qur'ān is an highly prestigious and competent volume from a superb publisher with contributions by the world’s leading experts. If readers were to own one volume on this topic, this work would be the encylopedia to own. The first volume is carefully and masterfully crafted and provides the expectation of valuable work to come…the scholarly community looks forward to future volumes.’
Бюро международных информационных программ Госдепартамента США, отметило, что издание представляет собой высококачественный справочный материал на английском языке и восполняет существующий пробел в знаниях западной публики о священной книге мусульман.